# Comté de Pembina
Le comté de Pembina est un des 53 comtés du Dakota du Nord, aux États-Unis.

## Géographie
Le comté de Pembina est situé à l'extrême Nord-Est du Dakota du Nord à la frontière avec le Canada. Le siège du comté est la ville de Cavalier.

## Histoire
La toponymie du mot « Pembina » vient du français Pembina qui désigne les fruits rouges de la plante Viburnum trilobum qui pousse d'est en ouest au Canada et que les explorateurs et colons canadiens français leur ont donnés.
L'un des plus puissants radars de détection spatiale du monde est installé sur la Cavalier Air Force Station, l'AN/FPQ-16 PARCS (en) (PARCS).

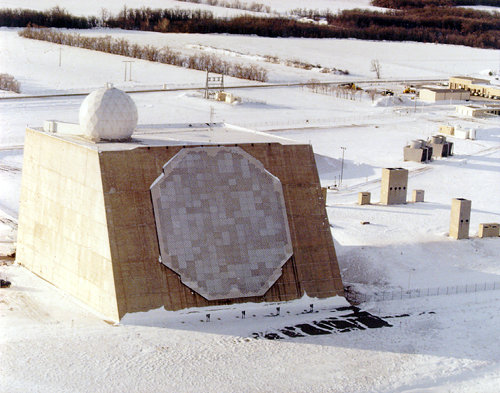
Le radar PARCS.

## Démographie
| 1870  | 1880  | 1890   | 1900   | 1910   | 1920   |
| ----- | ----- | ------ | ------ | ------ | ------ |
| 1 213 | 4 862 | 14 334 | 17 869 | 14 749 | 15 177 |

| 1930   | 1940   | 1950   | 1960   | 1970   | 1980   |
| ------ | ------ | ------ | ------ | ------ | ------ |
| 14 757 | 15 671 | 13 990 | 12 946 | 10 728 | 10 399 |

| 1990  | 2000  | 2010  | - | - | - |
| ----- | ----- | ----- | - | - | - |
| 9 238 | 8 585 | 7 413 | - | - | - |